# Blizzard Nemo

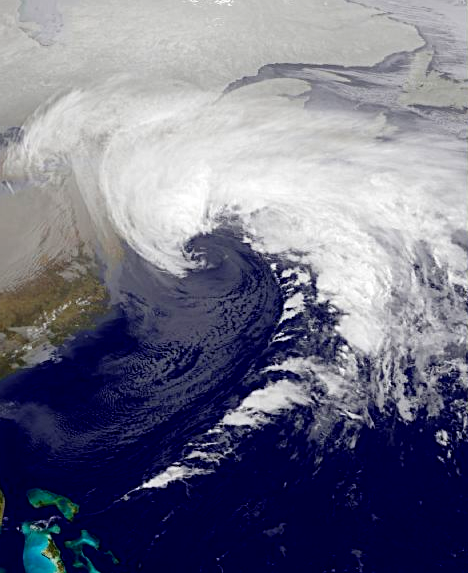
Satellitenbild des Tiefs am 8. Februar 2013 über dem Nordwestatlantik

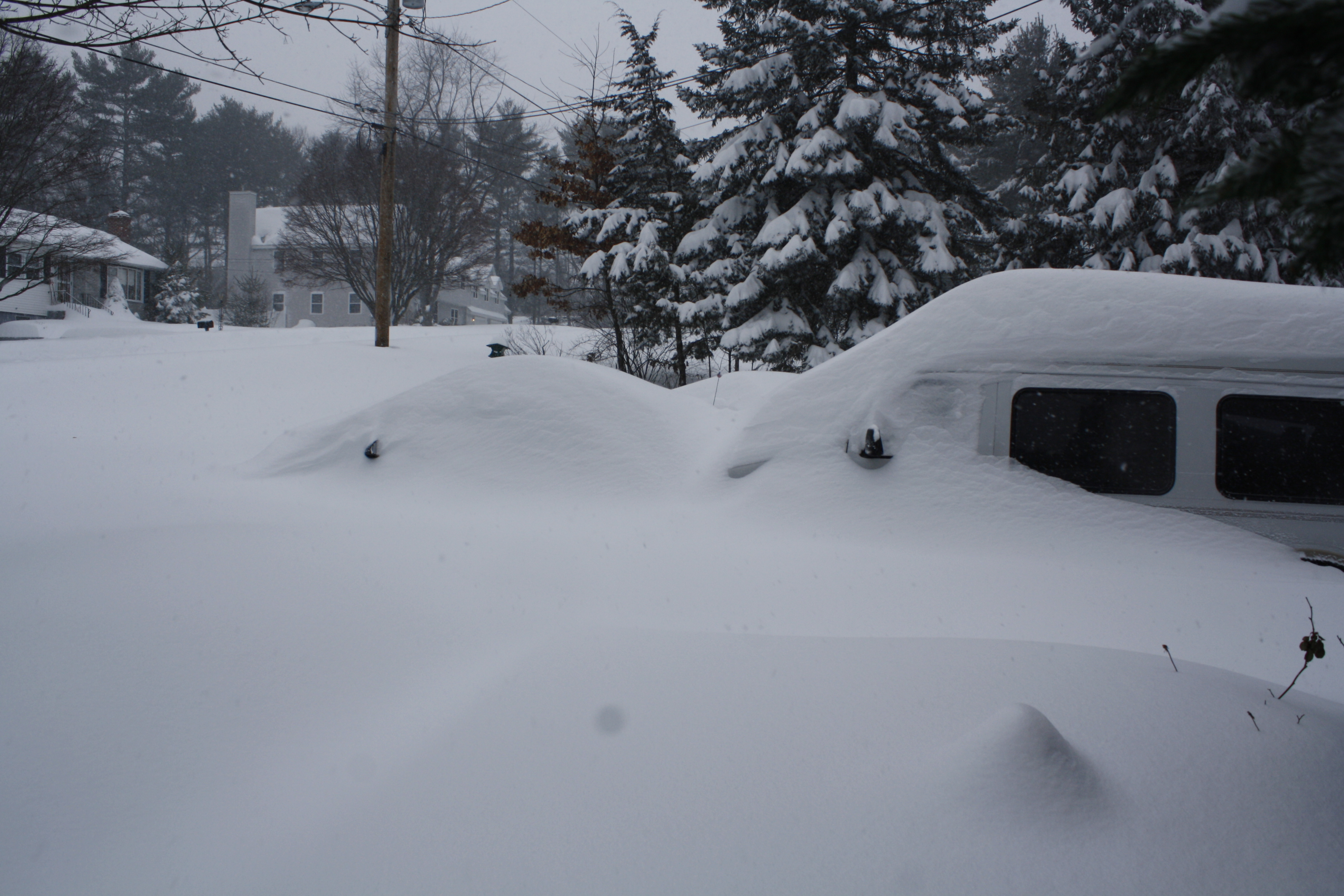
Schnee in Billerica

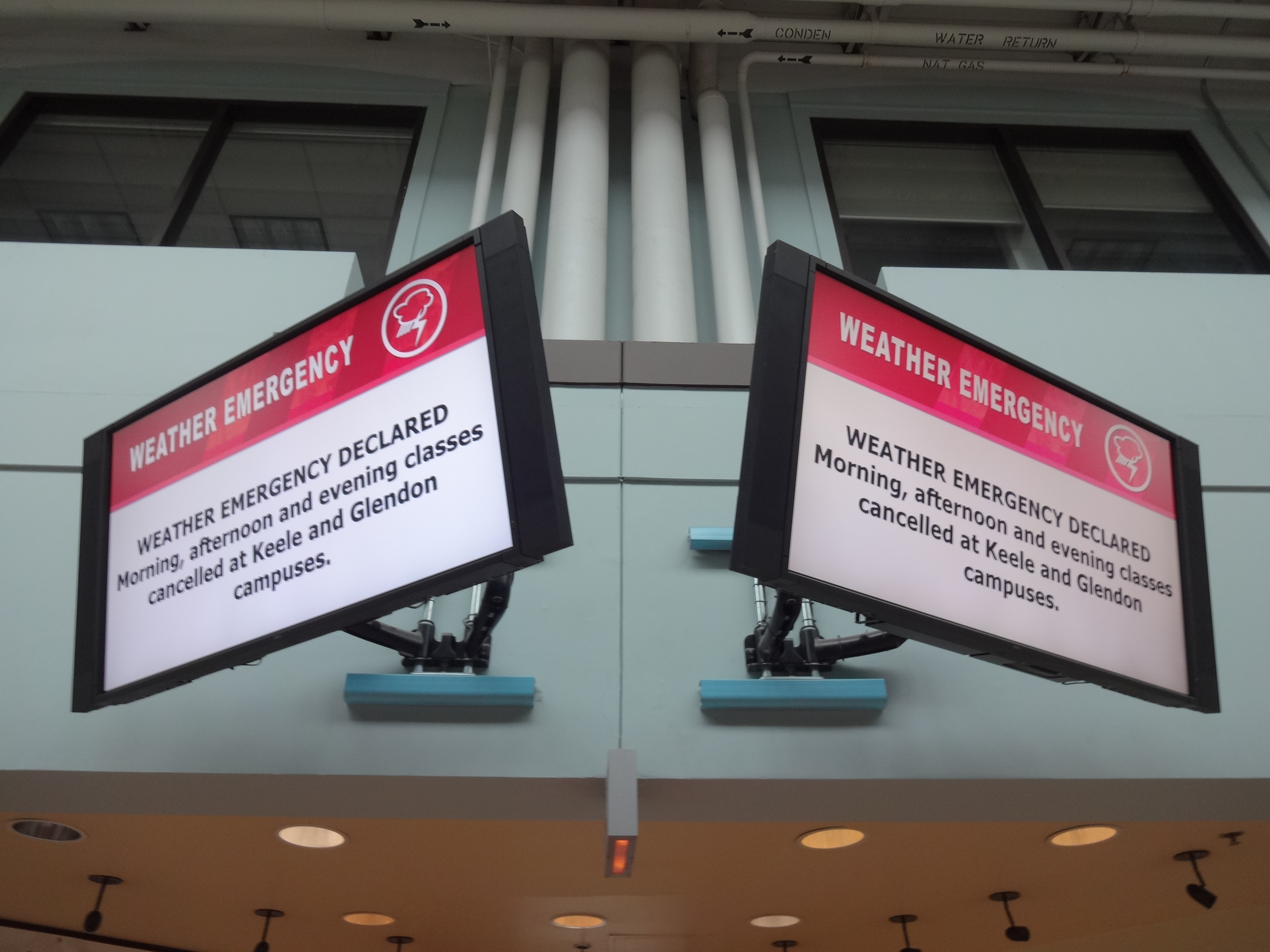
Notfallalarm in der York University.

Nemo war ein Blizzard, der am 7. Februar 2013 aufkam und im Nordosten der Vereinigten Staaten wütete. Stürme, die (zumeist im Winter) aus nordöstlicher Richtung vom Atlantik kommend auf das Land ziehen, werden in den USA auch als Nor’easter bezeichnet.
Den Namen Nemo erhielt er vom Weather Channel, sowohl der National Weather Service als auch zahlreiche Medien in den Vereinigten Staaten verzichteten aber auf die Benennung des Schneesturms.

## Auswirkungen
Im Vorfeld des erwarteten Schneesturms strichen die Fluggesellschaften mehr als 5000 Flüge. Zudem wurden alle Zugverbindungen gestrichen. Für fünf Nordoststaaten wurde der Ausnahmezustand ausgerufen: Massachusetts, New York, Connecticut, Maine und Rhode Island.
Am 9. Februar 2013 fielen bis zu 66 cm Neuschnee. 600.000 Haushalte waren ohne Strom und Heizung.
Die Nuclear Regulatory Commission teilte am 8. Februar 2013 mit, dass die Stromversorgung des Kernkraftwerks Pilgrim am Freitag zusammengebrochen sei; daraufhin habe sich der Reaktor automatisch abgeschaltet.

## Meteorologische Faktoren
Verschiedene zusammentreffende Faktoren trugen dazu bei, dass „Nemo“ besonders stürmisch und schneereich war:
- Am 6. Februar sog sich ein Südwestwind über dem Golf von Mexiko (das subtropische Meer ist derzeit wärmer als gewöhnlich zu dieser Jahreszeit) mit viel Feuchtigkeit voll. Diese Luftmassen zogen weiter nach Nordosten.
- eine Hunderte Kilometer breite Masse von Nordwesten kommender kalter Luft schob sich seitlich unter die Warmluft. Die Meeresluft stieg hoch auf (siehe Okklusion); mächtige Wolken entstanden.
- Eine Koinzidenz (Zusammentreffen von Ereignissen) führte zu mehr Schneefall: Die Temperatur in Bodennähe im Nordosten der USA betrug nur knapp unter Null. Kleine Schneeflocken, die Richtung Erdboden fallen, wachsen dann mehr als in −10° oder −15 °C kalter Luft.
- Nemo war stürmischer als andere Blizzards, weil im Norden ein kräftiges Hochdruckgebiet und im Süden ein ausgeprägtes Tiefdruckgebiet lagen.

## Sonstiges
Im Herbst 2012 hatte der Hurrikan Sandy an der Ostküste der USA Verwüstungen verursacht. Dieser Hurrikan hat den Menschen vor Augen geführt, wie wichtig eine angemessene Vorratshaltung sein kann (genug Trinkwasser in Flaschen, Benzin, Nahrungsmittel, Generatoren/Notstromaggregate usw.).
Auch hier waren hunderttausende Haushalte – teils tagelang – ohne Strom. Das liegt daran, dass in den USA große Teile der Stromversorgung oberirdisch erfolgen; diese Strommasten können bei extremen Wetterlagen umfallen oder die Leitungen können losreißen. Im Winter kann Eis an den Leitungen festfrieren und diese sehr viel schwerer machen (in Deutschland zum Beispiel im Münsterländer Schneechaos im Dezember 2005).
Große Teile der Infrastruktur in den USA sind unter dem (mittel-)europäischen Standard und gelten als marode.